# Baicham
Baicham est une localité du Cameroun, située dans l'arrondissement de Belo, le département du Boyo et la région du Nord-Ouest. C'est l’un des 29 villages de la commune de Belo créée en 1993 (Belo Rural Council, à l'origine).

## Environnement
À une altitude de 1 276 m, Baicham se trouve sur les hauts-plateaux (Kom Highlands), dans un environnement naturel de collines et de forêts, où l'agriculture constitue la principale activité.

## Géographie humaine
Baicham fait partie du pays Kom. Cependant « kom » est devenu le terme générique désignant plusieurs chefferies indépendantes  – telles que Achain, Akeh, Ajung, Mbengkas, Mbesinaku, Mbueni, Baicham, Baiso et Menjang – conquises par les Kom, le plus souvent sous le règne de Foyn Yuh (1865-1912). La plupart de ces petites chefferies vassales comptaient moins de 400 personnes.
Le chef du village de Baicham se trouve sous l'autorité du fon de Kom, Vincent Yuh II, en place depuis 1994.
On y parle le baicham, un dialecte du kom, une langue des Grassfields du groupe Ring.
Lors du recensement de 2005, on a dénombré 299 habitants à Baicham.